# 徐文溥
徐文溥（1480年—1525年），幼名鳳，更名溥，又加一字曰文溥，字可大，號岳峰，更號夢漁，浙江衢州府開化縣人，明朝政治人物。

## 生平
正德二年（1507年）丁卯科浙江鄉試第十一名舉人，正德六年（1511年）中式辛未科三甲五十七名進士，授南京禮科給事中，彈劾劉瑾餘黨尚書劉宇、都御史李士實、侍郎呂獻、大理卿茆欽，而請回致仕尚書孫交、傅珪等，一時政論稱之為妥當。寧王朱宸濠請求恢復護衛，徐文溥則上疏反對。此後接連上疏請求明武宗治理誣罔吏治等，此後引疾而去。明世宗即位後，廷臣紛紛舉薦，起用為河南左參議，不久，因念母歸鄉，之後改為就近的福建參議，隨後升廣東副使。此後因母憂而再次引疾歸。嘉靖四年（1525年）正月行至江西玉山去世。

## 家族
曾祖徐銛，醫官；祖父徐綿，號弘遜，壽官；父徐琦，號蒙齋。母詹氏。慈侍下。兄徐洪，弟徐文瀚、徐文濟，從弟徐湂、徐浤、徐潤、徐津、徐涇。

## 延伸阅读
[在维基数据编辑]
 《明史卷一百八十八》，出自《明史》